# 一杉正仁
一杉正仁（ひとすぎ　まさひと、英語：Masahito Hitosugi、1969年7月3日-）は、日本の社会医学者, 医師。現在滋賀医科大学の医学部, 教授。法務省大阪矯正管区矯正医療アドバイザー、International Traffic Medicine Association（北東アジア地区担当理事）、日本交通科学学会副会。

## プロフィール
1994年東京慈恵会医科大学卒業後、川崎市立川崎病院勤務を経て東京慈恵会医科大学院修了。同大助手、獨協医科大学法医学講座准教授を経て現職へ。他にも大学講師や警察嘱託警察医、幾多の関係委員会や学会の要職を精力的にこなすなど、幅広く活躍中。専門分野は突然死の病態生理、血栓症、交通事故の予防医学。

## 略歴
- 2014年 – 現在: 滋賀医科大学, 医学部, 教授
- 2002年 – 2014年: 獨協医科大学, 医学部, 准教授
- 2002年: 東京慈恵会医科大学, 医学部, 助手

## 人物

### チャイルド・デス・レビュー
滋賀県のチャイルド・デス・レビュー（CDR)において、中核を担うが、一杉は矯正医療に携わった経験から加害少年は全員被虐待経験があり、子どもを取り巻く社会を見直すためにもCDRを適切に行う必要があると説く。CDRが遺族同意を必須とし、解剖などの警察情報を共有しない厚労省の手引き改定について異議を唱え、以前の方法で行っていくとしてため、もし補助金が出なくなったとしても手弁当でも有志で行っていくと2022年取材で語った。

### 新型コロナウイルス感染拡大予防
新型コロナウイルスの感染を防ぐため滋賀県と県警、県医師会、滋賀医科大は、感染を見逃した死亡がないように、自宅や路上の異常死検査を積極的に進めるため、一杉を中心に4者ルールを定めた。一杉は取材に対し、感染拡大のため責任を持って実施することを述べた。

## 表彰
- 自動車技術会-最優秀プレゼンテーション賞 2008年
- 一般社団法人 日本交通科学学会-最優秀論文賞 2010年
- 植村研一賞- 日本医学英語教育学会 2010年
- 日本リハビリテーション医学会賞2017年
- 滋賀県警察本部長から感謝状2024年

## 著作
- 『社会福祉士国試対策過去問題集 2022【共通科目編】 (合格シリーズ)』. テコム. ISBN 978-48639950622021年（4月28日）
- 『交通外傷―メカニズムから診療まで』. 名古屋大学出版会. ISBN 978-48158099282020年（6月23日）
- 『臨床医のための疾病と自動車運転』. 三輪書店. ISBN 978-48959061802018年（3月23日）
- 『脳卒中後の自動車運転再開の手引き』. 医歯薬出版. ISBN 978-42632187612017年（10月24日）
- 『臨床事例で学ぶ 医療倫理・法医学』. テコム. ISBN 978-48639937612017年（2月27日）
- 『脳卒中・脳外傷者のための自動車運転 第2版』. 三輪書店. ISBN 978-48959057872016年（10月10日）
- 『医師のための オールラウンド医療文書 書き方マニュアル』. メジカルビュー社. ISBN 978-47583177192015年（7月27日）
- 『英語でつたえる病気のあらまし』. メジカルビュー社. ISBN 978-47583043752013年（9月2日）